# 愛想曲
「愛想曲」（セレナーデ）は、タッキー&翼の4枚目のシングル。2004年11月3日にavex traxから発売された。

## 概要
- グループ初のCD-DA規格で発売された。
- オリンパス「μ-mini DIGITAL」TV-CFソングとして起用された。
- 「Starry Sky」はグループ初のクリスマスソング。
- 初回盤のみそれぞれのボーカルを除いたデュエットカラオケバージョンも収録している。通常盤はジャケットが違い、初回盤とは別に新曲を追加収録している。

## 収録曲

### 通常盤
1. 愛想曲
（作詞/作曲:羽場仁志　編曲:h-wonder）
2. Starry Sky
（作詞:田形美喜子　作曲:JUNKOO　編曲：田辺恵二）
タッキー&翼初のクリスマスソング。
3. queen of R
（作詞:小幡英之　作曲:宮崎歩　編曲：安部潤）
通常盤のみに収録されているボーナストラック。
4. 愛想曲 〜karaoke〜
5. Starry Sky 〜karaoke〜

### 初回盤
1. 愛想曲
（作詞/作曲:羽場仁志 編曲:h-wonder）
2. Starry Sky
（作詞:田形美喜子 作曲:JUNKOO 編曲：田辺恵二）
3. 愛想曲 〜TAKIZAWA PART VERSION〜
滝沢秀明のパートのみを収録。
4. 愛想曲 〜TSUBASA PART VERSION〜
今井翼のパートのみを収録。
5. 愛想曲 〜karaoke〜
6. Starry Sky 〜karaoke〜

## 映像作品
愛想曲
- タキツバCLIPS（PV映像）
- Tackey & Tsubasa Premium Live DVD -5th Anniversary Special Package-
- CONCERT TOUR 2010 滝翼祭
- Youは何しに？タッキー＆翼CONCERT そこにタキツバが私を待っている 正月は東京・大阪へ

queen of R
- LIVE TOUR 2011 OUR FUTURE